# Romcc
Romcc là một trình biên dịch C tạo ra mã chỉ sử dụng các thanh ghi để lưu trữ các biến, thay vì dùng RAM.  Nó được thiết kế để bổ trợ cho khởi đầu RAM bên trong BIOS.  Trước khi RAM bắt đầu khởi động thì không có bộ nhớ RAM nào có thể sử dụng, cho nên mã của romcc chỉ sử dụng các thanh ghi.  GCC không phù hợp để viết các mã này vì nó cần ống ghi, hay nói rõ hơn là cần phải lưu vào trong RAM.
Các lệnh dịch bởi romcc sẽ được sắp xếp, cho các lệnh lớn hơn 3 lần so với hợp ngữ.